# Delphinium kansuense
Delphinium kansuense är en ranunkelväxtart som beskrevs av Wen Tsai Wang. Delphinium kansuense ingår i släktet storriddarsporrar, och familjen ranunkelväxter. Utöver nominatformen finns också underarten D. k. villosiusculum.